# Hesdigneul-lès-Boulogne
Hesdigneul-lès-Boulogne är en kommun i departementet Pas-de-Calais i regionen Hauts-de-France i norra Frankrike. Kommunen ligger i kantonen Samer som tillhör arrondissementet Boulogne-sur-Mer. År 2022 hade Hesdigneul-lès-Boulogne 835 invånare.

## Befolkningsutveckling
Antalet invånare i kommunen Hesdigneul-lès-Boulogne
| Referens: INSEE |